# Decimus Junius Silanus
Pour les articles homonymes, voir Iunius Silanus.
Decimus Junius Silanus est un Romain du IIe siècle av. J.-C. Il était de famille noble et était un expert en langue et littérature puniques.
Après la destruction de Carthage par Rome en 146 avant J.-C., les bibliothèques carthaginoises ont été données aux rois de Numidie, mais une œuvre a été jugée trop importante pour être perdue. C'était le manuel agricole en punique de l'auteur carthaginois Magon. Ce long ouvrage (divisé en 28 livres) a été apporté à Rome et Silanus a été chargé par le Sénat romain de le traduire. À peu près à la même période, Cassius Dionysius a fait une adaptation en grec.

Tel que traduit par Silanus, l'ouvrage s'ouvrait sur des conseils généraux qui sont ainsi résumés par Columelle : 

« Celui qui a acheté des terres devrait vendre sa maison de ville afin de n'avoir aucun désir d'adorer les dieux domestiques de la ville au lieu de ceux de la campagne ; l'homme qui prend plus de plaisir dans sa résidence citadine n'aura pas besoin d'un domaine rural.
Columelle, De Agricultura 1.1.18. »

 La traduction de Silanus est perdue, tout comme l'original de Magon, mais grâce à la traduction, le travail de Magon a influencé la tradition de l'agriculture romaine. Il est parfois cité par des écrivains romains survivants sur l'agriculture. Voici une liste partielle de fragments :
- Si vous achetez une ferme, vendez votre maison de ville (voir la citation ci-dessus)[2].
- Les vignobles les plus productifs font face au nord[3].
- Comment planter des vignes[4].
- Comment tailler les vignes[5].
- Comment planter des olives[6].
- Comment planter des arbres fruitiers[7].
- Comment récolter les plantes des marais[8].
- Préparation de divers grains et légumineuses pour le broyage[9].
- Comment sélectionner les bœufs[10].
- Notes sur la santé des bovins[11].
- Les mules poulinent parfois en Afrique. Les mules et les juments poulinent dans le douzième mois après la conception[12].
- Notes sur les animaux de basse-cour[13].
- Obtenir des abeilles de la carcasse d'un taureau ou d'un bœuf[14].
- L'apiculteur ne doit pas tuer de faux-bourdons[15].
- Comment conserver les grenades[16].
- Comment faire le meilleur passum (vin de raisin)[17].